# Balzac und die kleine chinesische Schneiderin
Balzac und die kleine chinesische Schneiderin ist ein Roman von Dai Sijie, der im Jahr 2000 in der französischen Originalausgabe „Balzac et la petite tailleuse chinoise“ und 2001 in deutscher Übersetzung erschien. Aufgrund des internationalen Erfolges wurde das Buch 2002 unter der Regie des Autors mit gleichem Titel verfilmt. Es wurde in über 30 Sprachen übersetzt, und über 500.000 Exemplare konnten allein in Deutschland verkauft werden.
Im Herbst 2010 wurde im Rahmen der Aktion Eine Stadt. Ein Buch eine Auflage von 100.000 Exemplaren dieses Buches gratis begleitend zur Österreichischen Buchmesse in Wien verteilt.

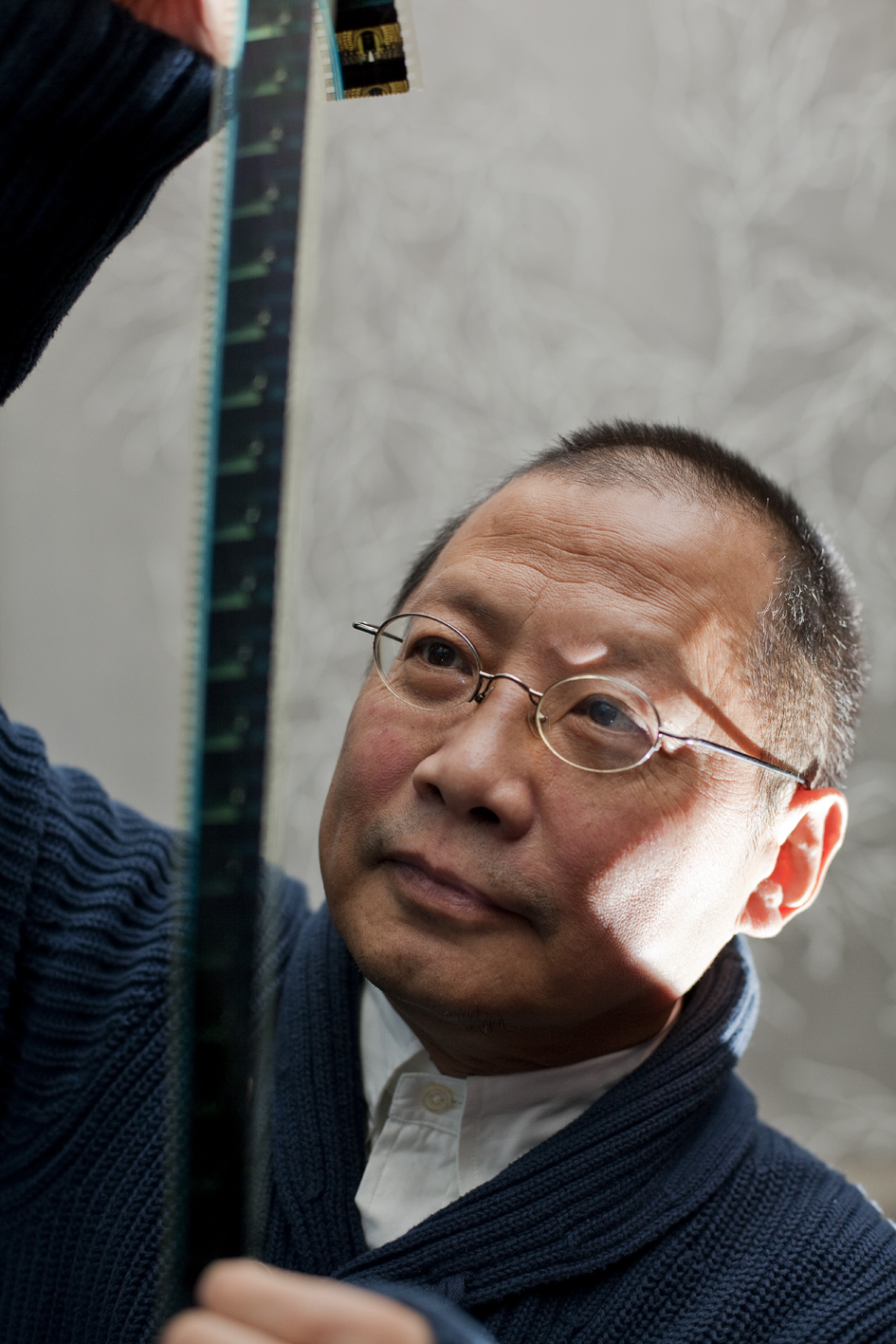
Dai Sijie (2012).

## Handlung
Der Erzähler, dessen Name nicht bekannt wird, und Luo sind in einem kleinen Dorf auf dem Berg des Phönix-des-Himmels angekommen. Sie wurden von der maoistischen Regierung zur Umerziehung dorthin geschickt. Beide stammen aus Familien, die als Feinde des Volkes gelten. Während normale Intellektuelle ihre Umerziehung normalerweise nach zwei Jahren abschließen, besteht für die beiden daher kaum eine Chance, das Dorf je wieder zu verlassen.
Den beiden wird im Dorf zuerst großes Misstrauen entgegengebracht, sie gewinnen mit der Zeit aber zunehmend das Vertrauen des Laoban. So wird ihnen z. B. erlaubt, sich einmal im Monat einen Film in der nächsten Stadt anschauen zu gehen, wenn sie ihn der Dorfbevölkerung danach genauso lange nacherzählen. Die beiden interessieren sich im Allgemeinen für Geschichten und Bücher, die aber verboten sind.
Ihr Freund Brillenschlang, der in einem anderen Dorf zur Umerziehung ist, besitzt Bücher, die er auch vor seinen Freunden versteckt hält, denn der Besitz von Büchern ist streng verboten. Erst als seine Brille kaputtgeht und er auf die Hilfe der Freunde angewiesen ist, leiht er ihnen den Roman Ursula Mirouet von Balzac. Brillenschlangs Mutter verschafft ihm eine Arbeitsstelle in der Stadt, sodass er aus der Umerziehung entlassen wird und heimkehren kann. Bei seiner Abschiedsfeier sind alle eingeladen außer Luo und dem Erzähler, der Brillenschlang nicht mag. So entschließen sich die beiden, die Feier auszunutzen und die Bücher zu stehlen. Man wird sie nicht des Diebstahls der Bücher beschuldigen können, da man sich sonst selbst verraten würde. Der Diebstahl gelingt.
Parallel wird die Freundschaft mit der kleinen Schneiderin erzählt, der Tochter des einzigen Schneiders der Region, der auf einem benachbarten Berg lebt. Luo und der Erzähler lernen sie eines Tages kennen und besuchen sie anschließend oft. Dabei verliebt sich insbesondere Luo in sie und es kommt zu einem Verhältnis. Als die Schneiderin plötzlich schwanger wird, stehen sie vor einem großen Problem. Uneheliche Kinder sind verboten, ebenso die Heirat unter 25 Jahren und eine Abtreibung. Sie müssen also jemanden finden, der eine Abtreibung heimlich vornimmt. Doch letztlich kann auch dieses Problem mit einer Buchspende aus dem Fundus der verbotenen Literatur gelöst werden. Luo erzählt der kleinen Schneiderin  während der ganzen Bekanntschaft aus den Büchern, um ihren Bildungshorizont zu erweitern. Sie hat Gefallen an Balzacs Literatur gefunden und verlässt das Dorf mit unbekanntem Ziel. Somit verlässt sie Luo am Ende der Geschichte.

## Hauptpersonen

### Ich-Erzähler
Der Ich-Erzähler ist zwecks Umerziehung durch Arbeit im Dorf am Berg des Phönix-des-Himmels, da er, mit drei Jahren Oberschule, während der Kulturrevolution Mao Tsetungs als Intellektueller gilt. Seine Eltern (Lungenfacharzt, Fachärztin für parasitäre Krankheiten) sind zudem als Volksfeinde eingestuft worden. Er soll das harte Leben der „revolutionären Bauern“ kennenlernen.
Er versucht sich, so gut es geht, mit den Gegebenheiten zu arrangieren. Seine Charakterzüge sind vor allem durch seine ruhige, sachliche Art bestimmt, er ist eher zurückhaltend. Auf seinen Freund Luo ist er etwas eifersüchtig, da dieser mit der Schneiderin zusammen ist, in die auch er verliebt ist. Außerdem ist er ein begabter Violinist.
Er ist sehr an Büchern interessiert, vor allem an den verbotenen Büchern, die Brillenschlang in einem Koffer versteckt. Während sein Gefährte Luo für die Bücher Balzacs schwärmt, ist sein Lieblingsbuch „Johann Christof“ von Romain Rolland.

### Luo
Luo ist der beste Freund des Ich-Erzählers. Er ist mit ihm zusammen im Bergdorf am Berg des Phönix-des-Himmels. Sein Vater ist ein berühmter chinesischer Zahnarzt, der schon hohe chinesische Politiker behandelt hat.
Luo ist mit der Schneiderin zusammen, er ist ein begabter Geschichtenerzähler. Wie der Ich-Erzähler interessiert sich auch Luo für Bücher, besonders Balzacs Bücher gefallen ihm sehr gut.

### Brillenschlang
Bekannter Luos, der verbotene Bücher hortet.

### Die Kleine Schneiderin
Die Schneiderin besitzt eine eigene Nähmaschine. Sie ist die Tochter eines Schneiders, der in seiner Umgebung angesehen ist und von Dorf zu Dorf reist, um neue Kleider zu schneidern oder um alte zu reparieren. Sie ist sehr hübsch und zierlich.
Trotz des weitverbreiteten Analphabetismus in den Bergregionen kann sie ein wenig lesen und schreiben, da ihr Vater es ihr beigebracht hat, jedoch macht sie viele Fehler und kennt nicht alle Schriftzeichen. Sie lernt im Laufe der Erzählung Luo und den Ich-Erzähler kennen, wobei sie mit Luo später eine feste Beziehung eingeht. Sie lässt sich oft von Luo Filme und Bücher nacherzählen, um sich weiterzubilden.

### Der Laoban
Der Laoban (von chinesisch 老板, Pinyin lǎobǎn – „Chef“) ist der Ortsvorsteher des Bergdorfes, in dem Luo und der Ich-Erzähler umerzogen werden sollen. Er fällt alle wichtigen Entscheidungen und ist der Vermittler zwischen dem Willen des „Großen Vorsitzenden“  Mao und der Dorfbevölkerung. Er spiegelt die Unwissenheit des Volkes wider (z. B. weiß er nicht, was eine Geige ist) und ist anfänglich sehr skeptisch gegenüber den beiden Neuankömmlingen. Diese besitzen nämlich eine Geige und einen Wecker, mit denen sie das Gleichgewicht des Dorflebens stören. Mit der Zeit findet der Laoban jedoch an den ihm fremden Gegenständen Gefallen und entwickelt ein gewisses Interesse für Technik und Kultur.
Darüber hinaus ist der Laoban bestechlich und erpresserisch. So verschweigt er der Volkspolizei, dass Luo und der Ich-Erzähler verbotene westliche Bücher besitzen, damit ihm Luo im Gegenzug seine Zähne behandelt.

### Der Müller
Der Müller lebt am Berg des Phönix-des-Himmels. Er ist alt, arm, etwas sonderbar. Der Umstand, dass er alte Volkslieder kennt, macht ihn für den Brillenschlang interessant, als der Aussicht auf eine von seiner Mutter vermittelte Stelle bei einer Zeitschrift hat, die einen Beitrag über die Lieder der Bergbevölkerung veröffentlichen will. Er sucht den Müller auf, dieser weigert sich aber, ihm auch nur eine Strophe vorzutragen. Um ihrem Freund zu helfen, machen sich Luo und der Ich-Erzähler zu dem Müller auf und erfahren, als Offizielle verkleidet, traditionelles Liedgut von ihm.

### Brillenschlangs Mutter
Sie ist Dichterin und vermittelt dank ihrer Beziehungen ihrem Sohn einen Arbeitsplatz. Als Strickerin verkleidet, macht sie sich in sein Bergdorf auf, um ihn abzuholen, und trifft unterwegs den Ich-Erzähler. Ihn und Luo kennt sie nur aus den Briefen ihres Sohnes, hat dadurch eine gewisse Sympathie gegenüber Luo, dem Ich-Erzähler gegenüber aber eine Antipathie entwickelt.

## Themen

### Autobiographische Elemente
Das Buch besitzt sehr viele autobiographische Elemente, welche mit Phantasie gemischt werden. So handelt es von der Umerziehung zweier, trotz ihrer nur jeweils drei Jahre umfassenden Oberschulzeit als intellektuell geltender Jugendlicher im kommunistischen China, deren Eltern Mediziner sind.

### China während der Zeit des Maoismus
Der Roman behandelt nebenher, aber durchaus eindrücklich die Verhältnisse auf dem Land in China in der Zeit während der Kulturrevolution. Die Beschreibung der Pfahlhäuser, der von den Umzuerziehenden verrichteten Arbeit, der Kleidung der Dorfbewohner vermitteln einen Eindruck von der Armut der bäuerlichen Bevölkerung. Man kann das Werk als eine kritische Auseinandersetzung mit dem Maoismus sehen, ersichtlich u. a. an der ironischen Verwendung des Propagandabegriffs „revolutionär“ in Zusammenhängen, die ihn ins Lächerliche ziehen.

### Einfluss der Literatur
Daneben geht es verstärkt um die Literatur. Vor allem um den Einfluss, den ein Buch auf einen Menschen haben kann. Andere zentrale Fragen sind warum Literatur wichtig für die Entwicklung eigener Gedanken ist und weshalb daher Zensur schlecht ist.

## Hintergrund
Dai Sijie hatte die Geschichte von Anfang als Buch konzipiert: „Ich dachte (...) nicht, dass der Stoff als Film jemanden interessieren würde. Ich wollte einfach diese Geschichte schreiben, um Zeugnis abzulegen. Ich wollte meine sehr persönlichen Erinnerungen weitergeben. Damals hatte ich allerdings schon drei Filme gemacht, aber die waren nicht sehr erfolgreich. Meine Filme sind einfach nicht kommerziell gedacht. Die Geschichte ist von wahren Personen und Begebenheiten inspiriert. Das Mädchen hat beispielsweise wirklich in dem Dorf gelebt. Aber sie war keine Schneiderin, sondern eine Bäuerin. Ich wollte mich aber ein wenig von der Umgebung der Berge distanzieren. Diese junge Bäuerin war sehr schön, und es war mein Freund, der in sie verliebt war. Schon damals, als ich dort war, hatte ich eine Geschichte im Kopf, aber ich habe so lange gewartet, weil es eine Sache gab, die ich gerne hineinbringen wollte. Ich habe nach einer Szene gesucht, in der sich die beiden Jungen ein wenig gegen das System auflehnen. Und dann ist mir die Szene eingefallen, in der die beiden Jungen dem Dorfleiter den Zahn behandeln – mit der Nähmaschine! In Wirklichkeit hat es diesen improvisierten Zahnbohrer in den Bergen natürlich nicht gegeben“. Die Bäuerin habe sich in der Realität auch emanzipiert. „Am Anfang war sie eine sehr einfache Persönlichkeit. Aber durch das Lesen hat sie sich verändert und ist schelmisch geworden. Sie hat dann auch wirklich das Dorf verlassen. Aber es war nicht so einfach wie im Roman. Sie ist mehrmals wieder zurückgekommen, wieder gegangen, wieder gekommen. Und sie hat meinen Freund auch jedes Mal wieder getroffen – etwa zehnmal während eines Jahres –, aber letztlich ist sie gegangen. Im Roman musste ich sie einfach so gehen lassen. Mein Freund hat das Buch gelesen und mir gesagt, ich hätte das Mädchen zu idealisiert dargestellt. Die zweite Sache, die ich geändert habe: Im Roman ist das Mädchen eine komplette Analphabetin, in Wirklichkeit konnte sie ein bisschen lesen“.

## Rezeption
Als 2003 das Buch erstmals ins Chinesische übersetzt worden war, dachte Dai Sijie daran, wieder in seine Heimat zurückzukehren. Während er das darin enthaltene Nachwort las, musste er zu seinem Entsetzen erkennen, dass der Verlag und der Übersetzer sich von seinem Buch und ihm distanzierten. In ihren Erklärungen beschrieben sie, dass der Autor im Ausland wohne, das Leben dort sehr teuer und aufwändig sei. Daher müsse der Schriftsteller zum Gefallen des westlichen Publikums und seines Verlegers die chinesischen Verhältnisse verunglimpfen. Daraufhin wurde das Werk in den staatlichen Medien scharf angegriffen und er in der Presse als Verräter bezeichnet. Somit vermeidet Dai Sijie die Rückkehr nach China und lebt weiterhin in Paris, wo er seit 1984 wohnt und die Besinnung auf die literarischen Wurzeln Europas innerhalb des Weltkulturerbes als inneren Widerstand gegen die pseudodemokratische Umwandlung Chinas versteht.
Dai Sijie kam zum Start der Gratisbuchaktion „Eine Stadt. Ein Buch“ im Messezentrum Wien 2010 erstmals zum Besuch in die österreichische Hauptstadt. Dabei berichtete er, dass ihn der Erfolg des Buches überrascht habe: „Ich habe nicht damit gerechnet, dass das so viele Leute interessiert. (...) In der Realität war die Schneiderin eine Bäuerin. (...) Sie wäre sehr stolz, wenn sie wüsste, dass dieses Buch, in dem ich von ihr erzähle, hier verteilt wird“. Seine Bücher und Filme seien in China verboten, aber ein großer Erfolg auf dem Schwarzmarkt, was ihn ebenfalls stolz mache.

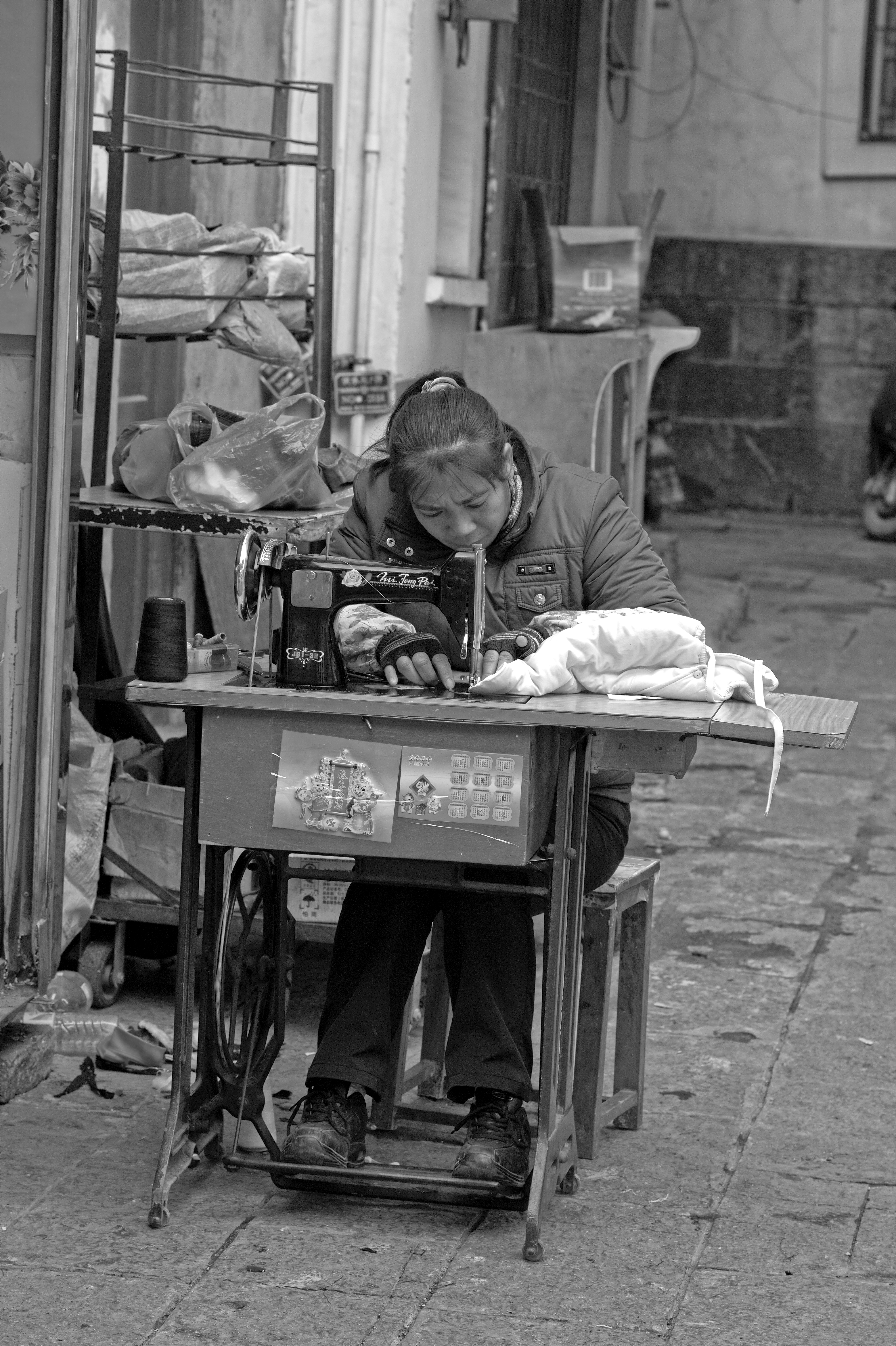
Chinesische Frau schneidert auf der Straße in Yangshuo, 2008

Er habe an vielen Diskussionen teilgenommen und etliche Gründe gehört, warum der Roman so beliebt sei. Eine Erklärung habe ihm gut gefallen: „An einer Uni in den USA hat jemand gesagt: Uns ist egal, dass das Buch während der Revolution in China spielt, aber es erzählt eine alte Geschichte, die uns sagen will, dass alle Männer, wenn sie in ein Mädchen verliebt sind, immer Lust verspüren, dieses Mädchen zu ändern. Aber die Mädchen lassen sich nicht ändern. Die Mädchen sind nämlich viel intelligenter als wir. Diese Meinung finde ich sehr interessant, weil sie teilweise wahr ist. Wir Männer wollen unsere Geliebten ändern, aber wir denken nicht daran, dass die Mädchen viel schlauer sind als wir. Männer sind Idioten. Ich weiß, das ist eine sehr feministische Interpretation. Mein Buch gefällt aber auch mehr den Frauen. Was ich außerdem erstaunlich finde: Wenn mich Frauen bitten, das Buch zu signieren – auf der ganzen Welt, egal ob in den USA oder in Japan –, wollen sie immer, dass ich die letzte Phrase des Buchs hineinschreibe: „… dass die Schönheit der Frau ein unbezahlbarer Schatz ist“. Jedes Mal bin ich sehr verlegen, aber ich denke, dass der Geist dieses Satzes in allen Romanen von Balzac gegenwärtig ist“.

### Rezension
Martin Halter nannte den Roman in der Frankfurter Allgemeinen Zeitung eine „bezaubernde Parabel auf den aphrodisischen Zauber und die erlösende Kraft der Literatur“.
Der Kulturredaktor der Neue Zürcher Zeitung, Manfred Papst, empfand das Buch „auf den ersten Blick ganz gelungen, beim zweiten Hingucken an einigen Punkten aber doch etwas klischeehaft“. Der Autor sei selbstironisch und frei von Larmoyanz, sodass man den Roman ein gelungenes Schelmenstück nennen könne. Die Übersetzung hielt Papst für gelungen. Allerdings heische seiner Meinung nach Dai Sijie zu oft nach der Zustimmung des westlichen Publikums.
Frederike Herrmann lobte in der Süddeutschen Zeitung den Roman, dessen eigentliche Botschaft die Tatsache sei, „dass die Diktatur Gefühle, Bedürfnisse und Sehnsüchte der Menschen nicht kontrollieren könne“. Dank der autobiographischen Züge und der Selbstironie komme in diesem regelrechten Schelmenroman kein Pathos auf.
Gabriele Frommholz sah in Booksection den feministischen und amourösen Aspekt im Vordergrund: „Die Schilderung der Beziehung zur kleinen chinesischen Schneiderin ist die schönste Liebeserklärung an das weibliche Geschlecht schlechthin. Die Entwicklung dieser Dreiecksbeziehung ist spannend zu lesen, und nimmt ein außergewöhnlich überraschendes Ende“. Dagegen urteilte Alexandra Kemp in der Rheinische Post: „Nein, dieses Buch ist nur vordergründig eine Liebesgeschichte. Im Grunde genommen ist es eine Liebeserklärung. Eine Liebeserklärung an das Buch“.
Torsten Seewitz von Fragmentum.de hielt ebenso den literarischen Aspekt für zentral: „Sijies Debüt ist ein wunderbar leicht erzähltes Stück Prosa, voll der Liebe zur Literatur. Vielleicht ein wenig zu idealisiert von der Kraft des geschriebenen Wortes erzählend, doch niemals trivial. Luos Liebe zu der kleinen Schneiderin ist zugleich eine große Liebeserklärung an die Literatur. Zeigt sie doch letztendlich, welche Illusionen und wunderbaren Gefühle sie erwecken kann, sogar in Zeiten größter Not“.
International wurde das Buch ebenfalls sehr gut aufgenommen. Lisa Darnell von The Guardian lobte die sprachliche Magie der Fabeln und Mythen, mit denen das Werk gefüllt sei und befand, dass der Autor den Leser daran erinnere, wie wertvoll intellektuelle Freiheit sei.
Ruth Pavey von The Independent betonte, dass man bei der Lektüre des Buches merke, welche andere Profession Dai ebenfalls habe. Als Filmemacher gehe er flüssig von Szene zu Szene, ohne zu lange bei einem Moment zu verweilen, indem dem Betrachter das Gefühl gebe dabei zu sein. Das unerwartete Ende sei ein ironischer Tribut an die Kunst. Hingegen lobte Brooke Allen in The New York Times Book Review zwar das Buch als lesenswert, bemängelte aber, dass die Geschichte interessanter als die Art und Weise des Erzählens sei, weil der Verfasser sich dazu entschieden habe, es als Fabel mit all seinen Abstraktionen zu erzählen. Damit habe die Geschichte an Realitätsbezug verloren.
Im Gegensatz dazu lobte David Mattin, The Observer, die einfache und charmante Geschichte sowie deren detailreiche Beschreibung. Dabei sei Dai in seiner Beschreibung niemals sentimental oder überschwänglich. Darüber hinaus hob David Wiegand, San Francisco Chronicle, die brillante Reflexion Dais chinesischer Wurzeln und sein nicht weniger großes Verständnis gegenüber der westlichen Literaturkultur hervor. Josh Greenfield von Time sah den Roman auch als klassische „coming out of age“-Geschichte an, die in gewisser Weise bei allem Charme und Witz mehr eine künstlerische Bagatelle sei, welche man dennoch lesen solle. Die Übersetzung aus dem Französischen wurde insbesondere von Sonia Gomes gepriesen; das Buch sei in klarer und präziser Prosa verfasst. Die Novelle stelle darüber hinaus trotz ihres geringen Umfangs große Fragen über das Wesen der Erziehung, die Kraft der Kunst gegenüber der Politik und dem Einfluss des Westens gegenüber dem Osten. Vikramdeep Johal von der indischen Sunday Tribune sah die Geschichte auch als Parabel auf die Sinnlosigkeit der Kontrollgewinnung angesichts des unstillbaren Verlangens nach Freiheit. Bei der Skizzierung der Schreckensherrschaft während der Kulturrevolution vermisste man im anglo-amerikanischen Raum im direkten Vergleich mit anderen Werken jedoch eine gewisse Gründlichkeit.

### Adaptionen
Verfilmung
- Balzac und die kleine chinesische Schneiderin (Xiao cai feng), 2002 – (Regie und Drehbuch: Dai Sijie)[25]. Der Film war mehrfach nominiert, unter anderem für den Golden Globe Award für den besten fremdsprachigen Film, konnte aber keine Auszeichnung erringen.[26] Gleichwohl wurde er von der Kritik überwiegend positiv angenommen.[27]

Hörbuch
- Balzac und die kleine chinesische Schneiderin. Roman. Gelesen von Edgar M. Böhlke. 5 CDs. Steinbach Sprechende Bücher, Berg 2002, ISBN 978-3-88698-564-7.[28]

## Ausgaben
- Dai Sijie: Balzac und die kleine chinesische Schneiderin, Aus dem Franz. von Giò Waeckerlin Induni, München 2001, ISBN 3-492-24428-9

## Auszeichnungen
- Prix Relay du Roman d'Évasion, 2000.
- Prix Roland de Jouvenel, 2001.
- Prix Edmée de La Rochefoucauld, 2002.[29]